# Салман Рушді
Сер Салма́н Ру́шді́ (англ. Ahmed Salman Rushdie МФА: [/sælˈmɑːn ˈrʊʃdi/], маратхі सलमान रश्दी, трансліт. Salamāna Raśdī; нар. 19 червня 1947, Бомбей) — британський письменник, критик, публіцист індійського походження, президент американського ПЕН-центру, президент і засновник Міжнародного парламенту письменників, творець ряду всесвітньо відомих творів; член Королівського літературного товариства. 
За роман «Сатанинські вірші» іранський духовний лідер Аятолла Хомейні, визнавши книгу блюзнірською і віровідступницькою, закликав стратити автора, після чого Велика Британія й Іран на кілька років розірвали дипломатичні відносини, а Рушді довгий час вимушений був ховатися. 2007 року присвоєння Рушді титулу лицаря Британської імперії спровокувало новий вибух обурення в ісламському світі.
У 2022 році письменник був важко поранений після нападу під час виступу в Нью-Йорку.

## Біографія

### Дитинство та юність
Народився 19 червня 1947 року в Бомбеї, штат Махараштра, Індія. Його батько, Аніс Рушді, був успішним підприємцем, випускником Кембриджа. Батьки Салмана були мусульманами, але не афішували своєї релігії. Салман Рушді — старший з чотирьох дітей і єдиний син в сім'ї.
Салман Рушді здобув хорошу освіту: спочатку його віддали в комерційну школу в Бомбеї, потім відправили до Великої Британії в престижний інтернат Регбі (Rugby School). 1964 року, під час індо-пакистанського конфлікту, сім'я Рушді, як і багато інших індійських мусульман, перебралася до Пакистану і поселилася в Карачі. За наполяганням батька Салман Рушді поступив в Кінгз-коледж Кембриджського університету (King's College, Cambridge), де вивчав історію та англійську літературу. Тут він брав участь в Кембридзькій театральній трупі.
Отримавши диплом, Рушді знов вирушив до Пакистану і влаштувався на телебачення, потім повернувся до Великої Британії, де став працювати копірайтером у великому лондонському рекламному агентстві Ogilvy & Mather. 1964 року Рушді отримав британське підданство і відтоді постійно живе у Великій Британії.

### Перші романи
Перший роман Рушді — «Ґрімус» («Grimus»), опублікований у 1975 році, не був відзначений критиками та не мав комерційного успіху. Але через шість років — в 1981 році — з'явилася його друга книга — «Опівнічні діти» («Діти півночі»; «Midnight's Children»), що принесла письменникові популярність. За цю велику сімейну хроніку XX століття (в основі сюжету лежить історія індійської сім'ї) Рушді був удостоєний численних нагород, зокрема Букерівської премії (Booker Prize for Fiction, 1981), премії Джеймса Тейта Блека (James Tait Black Memorial Prize for fiction, 1981), літературної премії Асоціації викладачів англійської мови (English-Speaking Union Award, 1981). 1993 року за «Дітей» Рушді здобув премію «Букер Букерів» — нагороду за найкращий роман, що коли-небудь удостоювався Букера.
У 1983 році вийшов третій роман Рушді — «Сором» («Shame»), в якому багато критиків побачили алегоричне зображення політичного життя в Пакистані.

### «Сатанинські вірші»
У 1989 році був опублікований четвертий, найзнаменитіший і найскандальніший роман Рушді — «Сатанинські вірші» («The Satanic Verses»). Він викликав великий резонанс у всьому світі. У романі описано життя індійських акторів Джібріла Фарішти та Саладіна Чамчи, що вижили в авіакатастрофі. Вони потрапляють до Англії, де Чамча поступово вживається в образ диявола, а Фарішта стає втіленням архангела Гавриїла. У одній з частин романа пророк Мухаммед, якому дано ім'я Махунд, погоджується визнати трьох язичницьких богинь, а три повії називають себе дружинами Посланника. Прихильники ісламу оголосили роман Рушді віровідступницьким і блюзнірським. Влада Індії, Судану, Єгипту, Саудівської Аравії і багатьох інших мусульманських країн заборонили видавати книги людини, що образила їхню віру.
14 лютого 1989 року духовний лідер Ірану аятолла Хомейні видав релігійний едикт — фетву, в якій назвав вбивство Рушді богоугодною справою. За голову письменника різні радикальні ісламські організації призначали нагороди, їхня величина доходила до 2,8 мільйона доларів. Більш того, переслідуванням піддавалися всі, хто брався видавати або продавати роман. Від рук релігійних екстремістів загинув перекладач «Сатанинських віршів» японською мовою, були поранені італійський перекладач і норвезький видавець. В Англії були підірвані бомби біля магазина фірми «Penguin Books», де книга була виставлена на продаж. У березні 1989 року фетва привела до розриву дипломатичних відносин між Великою Британією та Іраном.
Не зважаючи на небезпеку, редактори та критики американського видання USA Today включили «Сатанинські вірші» в список з 25 книг, які найбільше вплинули на читачів і видавничий бізнес в останню чверть XX століття.
Загроза замаху змусила Рушді довгий час ховатися: він таємно переїздив з однієї конспіративної квартири на іншу, його цілодобово охороняла поліція.

### У 1990—2000 роки
Пізніше Салман Рушді випустив ще декілька романів: «Гарун і море оповідок» («Haroun and the Sea of Stories», 1990), «Останнє зітхання мавра» («The Moor's Last Sigh», 1995), «Земля під її ногами» («Ground Beneath Her Feet», 1999), «Лють» («Fury», 2001), «Чаклунка з Флоренції» («The Enchantress Of Florence», 2004), «Клоун Шалімар» («Shalimar the Clown», 2005, номінація на Букерівську премію того ж року), «Недбалі господарі» («Careless Masters», 2007) і «Параллельвіль» («Parallelville», 2007).
У вересні 1998 року британський уряд відновив дипломатичні відносини з Іраном, розірвані раніше через фетву аятоли Хомейні. Попри те, що фетва залишалася в силі (аятола Хомейні помер, не скасувавши її), Рушді знову став з'являтися на публіці. Він навіть знявся в епізоді кінофільму «Щоденник Бриджіт Джонс» («Bridget Jones's Diary», 2001), зігравши самого себе. Рушді зміг знов відвідувати країни Сходу. Але візит у Делі все одно вимагав від нього ретельного маскування.
7 серпня 2005 року в газеті The Washington Post була надрукована стаття Рушді «Час для реформування ісламу» («The Right Time for An Islamic Reformation»). У публікації письменник пропонував мусульманам ставитися до релігії з історичної точки зору, усвідомити, що вона заснована на легендах, а не на реальності. Він закликав до терпимості й неупередженості, які, на його думку, призведуть до миру.

### Лицарський титул
Чергову хвилю незадоволеності в Пакистані, Ірані та Індії викликало присудження Рушді лицарського титулу. 16 червня 2007 року з нагоди дня народження королеви Єлизавети II «за служіння літературі» Салман Рушді був посвячений в лицарі Британської Імперії. Відтепер письменник має іменуватися сером. Офіційний представник іранського міністерства закордонних справ Мохаммад Алі Хоссейні назвав присудження лицарства Рушді ознакою ісламофобії серед високопоставлених британських чиновників. «Цей вчинок доводить, що порушення святинь ісламу зовсім не випадкове, а організовано і здійснено за підтримки та під керівництвом ряду західних держав».
В Ірані та Пакистані почалися безлади, пов'язані з нагородженням письменника: у пакистанському місті Мултан сотні релігійних фанатиків спалили опудало британської королеви та Рушді, вимагаючи судити його за ісламськими законами. За голову Рушді знов було призначено винагороду. Тегеранське радикальне угрупування «Організація за увічнення мучеників мусульманського світу» запропонувала за вбивство Рушді 150 тисяч доларів.
Через два тижні після скандалу з приводу присудження Рушді титулу його четверта дружина Падма Лакшмі, актриса, модель і телеведуча індійського походження, подала на розлучення.

### У 2000—2010 роки
У липні 2008 року книга Рушді «Опівнічні діти» перемогла в читацькому конкурсі, влаштованому організаторами британської літературної премії Man Booker, на найкращий роман, що коли-небудь отримав «Букера». Твір Рушді вибрали близько 36 відсотків відвідувачів сайту премії, що взяли участь в голосуванні.

### Напад 2022 року
12 серпня 2022 року в Чаутоква (штат Нью-Йорк) під час виступу Рушді на сцені з'явився чоловік, який напав на письменника з ножем. Його доставили в лікарню, де терміново прооперували. Рушді залишився під'єднаним до апарату штучної вентиляції легенів. За словами його агента, в письменника пошкоджена печінка, перерізані нерви на руці, він найімовірніше втратить око.

### Премія миру німецьких книгарів
22 жовтня 2023 року Салману Рушді вручили Премію миру німецьких книгарів. Даніель Кельманн схарактеризував автора як «можливо, найважливішим захисником свободи мистецтва і слова нашого часу». Журі премії заявило, що письменник заслужив нагороду за «свій незламний дух, за утвердження життя і за те, що збагатив наш світ своєю любов'ю до розповіді».

## Громадська діяльність
Салман Рушді є президентом американського ПЕН-центру, старої міжнародної організації, що захищає права і свободи людини. Також він є президентом і засновником Міжнародного парламенту письменників (International Parliament of Writers).
У 2018 році підписав звернення Американського ПЕН-центру на захист українського режисера Олега Сенцова, політв'язня у Росії.

## Особисте життя
Салман Рушді був одружений чотири рази. Його перша дружина — акторка Клариса Луард (були одружені в 1976—1987 роках). У подружжя народився син Зафар Рушді. Друга дружина Рушді — американська письменниця Маріана Віггінс (1988—1993). Втретє Рущді був одружений з британською видавчинею Елізабет Вест (1997—2004), у них народився син Мілан. З Падмою Лакшмі, четвертою дружиною, Рушді прожив близько трьох років (2004—2007), цього разу у нього не було дітей.

## Твори

### Романи
- «Ґрімус» / Grimus (1975)
- «Опівнічні діти» / Midnight's Children (1981, український переклад 2007)
- «Сором» / Shame (1983)
- «Сатанинські вірші» / The Satanic Verses (1988, український переклад 2016)
- «Гарун і Море оповідок» / Haroun and the Sea of Stories (1990, український переклад 2012)
- «Останній подих мавра» / The Moor's Last Sigh (1995)
- «Земля під її ногами» / The ground beneath her feet (1999)
- «Лють» / Fury (2001)
- «Клоун Шалімар» / Shalimar the Clown (2005)
- «Флорентійська чарівниця» / The Enchantress of Florence (2008, український переклад 2010)
- «Два роки, вісім місяців і двадцять вісім ночей» / Two Years Eight Months and Twenty-Eight Nights  (2015, український переклад 2017).
- «Золотий дім» / The Golden House (5 вересня 2017)

### Збірки
- «Безпритульний за вибором» / Homeless by Choice (1992, разом з Р. Джхабвала та В. С. Найпол)
- «Схід — Захід» / East, West (1994) (оповідання)
- «Найкращі американські оповідання» / The Best American Short Stories (2008, як гостьовий редактор)

### Дитячі книги
- «Гарун і Море оповідок» / Haroun and the Sea of Stories (1990, український переклад 2012)
- «Лука і вогонь життя» / Luka and the Fire of Life (2010, український переклад 2012)

### Есе та нехудожні твори
- «Усмішка ягуара» / The Jaguar Smile: A Nicaraguan Journey (1987)
- «З щирими намірами» / «In Good Faith» (1990)
- «Вигадана батьківщина: есе і критика» / Imaginary Homelands: Essays and Criticism, 1981—1991 (1992) (есеїстика)
- «Чарівник країни Оз: Фільмо-класика BFI» / «The Wizard of Oz: BFI Film Classics», (1992)
- «Махатма Ґанді» / «Mohandas Gandhi.» часопис «Time», 13 квітня 1998.
- «Уявіть що раю не існує» / «Imagine There Is No Heaven.», часопис «The Guardian», 16 жовтня 1999.
- «Схід синій» / The East is Blue (2004) (есе)
- «Переступити цю межу: колекція есе» / Step Across This Line: Collected Nonfiction 1992—2002 (2002)
- «Гарненький огірочок» / «A fine pickle.» часопис «The Guardian», 28 лютого 2009.
- «На півдні» / «In the South.» часопис «Booktrack», 7 лютого 2012
- «Джозеф Антон» / Joseph Anton: A Memoir (2012, український переклад 2014)

## Переклади українською
- Салман Рушді. «Опівнічні діти». Переклад з англійської: Наталя Трохим. Київ: Юніверс, 2007. 704 с. ISBN 966-8118-56-1
- Салман Рушді. «Флорентійська чарівниця». Переклад з англійської: Тарас Бойко. Київ: журнал «Всесвіт», № 1-2 за 2010. с. 37-143
  - (передрук) Салман Рушді. «Флорентійська чарівниця». Переклад з англійської: Тарас Бойко. Київ: Видавництво Жупанського, 2010. 288 с. ISBN 978-966-2355-02-4
- Салман Рушді. «Лука і вогонь життя». Переклад з англійської: Тарас Бойко. Київ: Видавництво Жупанського, 2012. ISBN 978-966-2355-29-1
- Салман Рушді. «Гарун і Море оповідок». Переклад з англійської: Тарас Бойко. Київ: Видавництво Жупанського, 2012. 153 с. ISBN 978-966-2355-21-5
- Салман Рушді. Джозеф Антон. «Спогади». Переклад з англійської: Тарас Бойко. Київ: Видавництво Жупанського, 2014. 728 с. ISBN 978-966-2355-50-5
- Салман Рушді. «Сатанинські вірші». Переклад з англійської: Тарас Бойко. Київ: Видавництво Жупанського, 2016. 600 с. ISBN 978-966-2355-75-8
- Салман Рушді. «Два роки, вісім місяців і двадцять вісім ночей». Переклад з англійської: Андрій Савенець. Львів: Видавництво Старого Лева, 2017. 336 с. ISBN 978-617-679-368-7
- Салман Рушді. «Золотий дім». Переклад з англійської: Андрій Савенець. Львів: Видавництво Старого Лева, 2019. 496 с. ISBN 978-617-679-368-7